# 燁姫
『燁姫』（あきひ）は、佐伯かよのによる日本の漫画作品。『プチコミック』（小学館）にて1984年11月号から1991年3月号まで連載された。単行本は小学館から全18巻。その後、秋田書店の秋田文庫からも全10巻が刊行されている。

## あらすじ
ふだんは地味な女子高生・燁姫には、銀座の画廊のオーナーというもう1つの顔があった。絵画の価値や真贋を見抜く能力に長け、贋作を描かせても超一流の腕を持つ彼女が画廊を経営する目的は、無名の画家だった亡き父が自分を描いた肖像画を探すこと。その過程で、さまざまな絵画をめぐる愛憎劇を、婚約者の鷹士、アシスタントの蒼らと共に解決していく。

## 登場人物
瀬名生 燁姫（せのお あきひ）
昼は地味な女子高生だが、夜には銀座の画廊・燁姫のオーナーで有能な画商という2つの顔を持つ。画家であった亡き父が描いた自身の肖像画を探す。
周防 鷹士（すおう たかし）
燁姫の幼なじみで婚約者。名家である周防家の御曹司で、亜細亜郵船の次期社長。燁姫の肖像画探しを支える。
高柳 蒼・ウィリアム（たかやなぎ そう・ウィリアム）
燁姫のアシスタント。日本人イラストレーターの父とアメリカ人の母の間に生まれ、母の死後に来日。贋作作りに手を染めていたが、燁姫に絵の才能を見出され、彼女のアシスタントとなる。佐伯の夫である新谷かおるの代表作・『エリア88』に登場した風間真を基にしたスター・システムキャラである。
郷司 栄（ごうし さかえ）
さかえ通商のオーナー。自分の会社を、父の会社である郷司物産を抜くほどに成長させたやり手の経営者。鷹士とともに燁姫の婚約者の座を争う。
不破 龍幻（ふわ りゅうげん）
燁姫の祖父で、不破グループ総裁。燁姫を思いやり、鷹士と栄に婚約者の座を争わせる。

## その他
- 文庫版の解説は吉本多香美が担当した。